# Lycée polyvalent Camus-Sermenaz
Le lycée polyvalent Camus-Sermenaz est un lycée situé à Rillieux-la-Pape en France. Il est nommé d'après le nom des deux lycées dont il est issu, eux-mêmes nommés respectivement d'après l'auteur Albert Camus et Sermenaz, un quartier de la ville. 

## Histoire
Il correspond à la fusion du lycée Albert-Camus et du lycée professionnel Sermenaz le 1er septembre 2021. 
Le lycée Albert-Camus a ouvert en septembre 1975 ; l'ensemble des travaux sont terminés en 1977 ; le complexe comprend alors le lycée général et technologique Albert-Camus, le lycée professionnel Sermenaz et un internat.  
Un certain nombre de tensions entre l'équipe éducative et la hiérarchie scolaire ont émaillé les années 2020 et 2021,,.

## Personnalités

### Enseignants et enseignantes
- Nathalie Arthaud, personnalité politique, a enseigné l'économie au lycée Camus dans les années 2000[5].
- Gérard Lindeperg, personnalité politique, a enseigné au lycée Camus[6].

### Élèves
- Virginie Girod, historienne, élève du lycée Camus entre 1998 et 2000.
- Laura P., l'une des deux victimes de l'attentat de la gare Saint-Charles de Marseille, a obtenu son bac scientifique au lycée Camus[7].

## Accessibilité
- : arrêt Rillieux Semailles
- : arrêts Rillieux Semailles et Rillieux Nations
- Junior Direct (J.D.) : 62, 81, 201, 392
- Colibri, ligne 3 : arrêt Rillieux Semailles